# Cykl paschalny
Nie mylić z Tablica paschalna
Cykl paschalny – w Kościele cykl ruchomych świąt zbudowany wokół Paschy i Wielkanocy.
Tabela świąt ruchomych wyznaczanych datą Wielkanocy.
| Dzień po Wielkanocy | Kościoły zachodnie | Kościoły zachodnie | Kościoły zachodnie | Kościoły zachodnie | Kościoły zachodnie | Kościoły zachodnie | Kościoły wschodnie                                                                   | Kościoły wschodnie | Kościoły wschodnie |
|                     | Okres liturgiczny | Obecny kolor szat liturgicznych | Przedsoborowy kolor szat liturgicznych                                                                                               | Nazwa | Dodatkowe uwagi | Nowenna i inne modlitwy | Obecny kolor szat liturgicznych                                                      | Nazwa | Dodatkowe uwagi    |
| ------------------- | --- | --- | --- | --- | --- | --- | ------------------------------------------------------------------------------------ | --- | ------------------ |
| -77                 | w Kościele Zachodnim odliczanie do Wielkanocy/Paschy i święta z tym związane rozpoczynają się na 70. dni przed Wielkanocną Niedzielą | w Kościele Zachodnim odliczanie do Wielkanocy/Paschy i święta z tym związane rozpoczynają się na 70. dni przed Wielkanocną Niedzielą | w Kościele Zachodnim odliczanie do Wielkanocy/Paschy i święta z tym związane rozpoczynają się na 70. dni przed Wielkanocną Niedzielą | w Kościele Zachodnim odliczanie do Wielkanocy/Paschy i święta z tym związane rozpoczynają się na 70. dni przed Wielkanocną Niedzielą | w Kościele Zachodnim odliczanie do Wielkanocy/Paschy i święta z tym związane rozpoczynają się na 70. dni przed Wielkanocną Niedzielą | w Kościele Zachodnim odliczanie do Wielkanocy/Paschy i święta z tym związane rozpoczynają się na 70. dni przed Wielkanocną Niedzielą |                                                                                      | Niedziela Pragnienia Niedziela o Zacheuszu                                                                                         |                    |
| -76                 | w Kościele Zachodnim odliczanie do Wielkanocy/Paschy i święta z tym związane rozpoczynają się na 70. dni przed Wielkanocną Niedzielą | w Kościele Zachodnim odliczanie do Wielkanocy/Paschy i święta z tym związane rozpoczynają się na 70. dni przed Wielkanocną Niedzielą | w Kościele Zachodnim odliczanie do Wielkanocy/Paschy i święta z tym związane rozpoczynają się na 70. dni przed Wielkanocną Niedzielą | w Kościele Zachodnim odliczanie do Wielkanocy/Paschy i święta z tym związane rozpoczynają się na 70. dni przed Wielkanocną Niedzielą | w Kościele Zachodnim odliczanie do Wielkanocy/Paschy i święta z tym związane rozpoczynają się na 70. dni przed Wielkanocną Niedzielą | w Kościele Zachodnim odliczanie do Wielkanocy/Paschy i święta z tym związane rozpoczynają się na 70. dni przed Wielkanocną Niedzielą |                                                                                      | |                    |
| -75                 | w Kościele Zachodnim odliczanie do Wielkanocy/Paschy i święta z tym związane rozpoczynają się na 70. dni przed Wielkanocną Niedzielą | w Kościele Zachodnim odliczanie do Wielkanocy/Paschy i święta z tym związane rozpoczynają się na 70. dni przed Wielkanocną Niedzielą | w Kościele Zachodnim odliczanie do Wielkanocy/Paschy i święta z tym związane rozpoczynają się na 70. dni przed Wielkanocną Niedzielą | w Kościele Zachodnim odliczanie do Wielkanocy/Paschy i święta z tym związane rozpoczynają się na 70. dni przed Wielkanocną Niedzielą | w Kościele Zachodnim odliczanie do Wielkanocy/Paschy i święta z tym związane rozpoczynają się na 70. dni przed Wielkanocną Niedzielą | w Kościele Zachodnim odliczanie do Wielkanocy/Paschy i święta z tym związane rozpoczynają się na 70. dni przed Wielkanocną Niedzielą |                                                                                      | |                    |
| -74                 | w Kościele Zachodnim odliczanie do Wielkanocy/Paschy i święta z tym związane rozpoczynają się na 70. dni przed Wielkanocną Niedzielą | w Kościele Zachodnim odliczanie do Wielkanocy/Paschy i święta z tym związane rozpoczynają się na 70. dni przed Wielkanocną Niedzielą | w Kościele Zachodnim odliczanie do Wielkanocy/Paschy i święta z tym związane rozpoczynają się na 70. dni przed Wielkanocną Niedzielą | w Kościele Zachodnim odliczanie do Wielkanocy/Paschy i święta z tym związane rozpoczynają się na 70. dni przed Wielkanocną Niedzielą | w Kościele Zachodnim odliczanie do Wielkanocy/Paschy i święta z tym związane rozpoczynają się na 70. dni przed Wielkanocną Niedzielą | w Kościele Zachodnim odliczanie do Wielkanocy/Paschy i święta z tym związane rozpoczynają się na 70. dni przed Wielkanocną Niedzielą |                                                                                      | |                    |
| -73                 | w Kościele Zachodnim odliczanie do Wielkanocy/Paschy i święta z tym związane rozpoczynają się na 70. dni przed Wielkanocną Niedzielą | w Kościele Zachodnim odliczanie do Wielkanocy/Paschy i święta z tym związane rozpoczynają się na 70. dni przed Wielkanocną Niedzielą | w Kościele Zachodnim odliczanie do Wielkanocy/Paschy i święta z tym związane rozpoczynają się na 70. dni przed Wielkanocną Niedzielą | w Kościele Zachodnim odliczanie do Wielkanocy/Paschy i święta z tym związane rozpoczynają się na 70. dni przed Wielkanocną Niedzielą | w Kościele Zachodnim odliczanie do Wielkanocy/Paschy i święta z tym związane rozpoczynają się na 70. dni przed Wielkanocną Niedzielą | w Kościele Zachodnim odliczanie do Wielkanocy/Paschy i święta z tym związane rozpoczynają się na 70. dni przed Wielkanocną Niedzielą |                                                                                      | |                    |
| -72                 | w Kościele Zachodnim odliczanie do Wielkanocy/Paschy i święta z tym związane rozpoczynają się na 70. dni przed Wielkanocną Niedzielą | w Kościele Zachodnim odliczanie do Wielkanocy/Paschy i święta z tym związane rozpoczynają się na 70. dni przed Wielkanocną Niedzielą | w Kościele Zachodnim odliczanie do Wielkanocy/Paschy i święta z tym związane rozpoczynają się na 70. dni przed Wielkanocną Niedzielą | w Kościele Zachodnim odliczanie do Wielkanocy/Paschy i święta z tym związane rozpoczynają się na 70. dni przed Wielkanocną Niedzielą | w Kościele Zachodnim odliczanie do Wielkanocy/Paschy i święta z tym związane rozpoczynają się na 70. dni przed Wielkanocną Niedzielą | w Kościele Zachodnim odliczanie do Wielkanocy/Paschy i święta z tym związane rozpoczynają się na 70. dni przed Wielkanocną Niedzielą |                                                                                      | |                    |
| -71                 | w Kościele Zachodnim odliczanie do Wielkanocy/Paschy i święta z tym związane rozpoczynają się na 70. dni przed Wielkanocną Niedzielą | w Kościele Zachodnim odliczanie do Wielkanocy/Paschy i święta z tym związane rozpoczynają się na 70. dni przed Wielkanocną Niedzielą | w Kościele Zachodnim odliczanie do Wielkanocy/Paschy i święta z tym związane rozpoczynają się na 70. dni przed Wielkanocną Niedzielą | w Kościele Zachodnim odliczanie do Wielkanocy/Paschy i święta z tym związane rozpoczynają się na 70. dni przed Wielkanocną Niedzielą | w Kościele Zachodnim odliczanie do Wielkanocy/Paschy i święta z tym związane rozpoczynają się na 70. dni przed Wielkanocną Niedzielą | w Kościele Zachodnim odliczanie do Wielkanocy/Paschy i święta z tym związane rozpoczynają się na 70. dni przed Wielkanocną Niedzielą |                                                                                      | |                    |
| -70                 | okres zwykły w tradycji przedsoborowej przedpoście                                                                                   | | | Niedziela Siedemdziesiątnicy Post Starozakonnych Septuagesima                                                                        | | |                                                                                      | Niedziela Pokory Niedziela o Celniku i Faryzeuszu                                                                                  |                    |
| -69                 | okres zwykły w tradycji przedsoborowej przedpoście                                                                                   | | | | | |                                                                                      | |                    |
| -68                 | okres zwykły w tradycji przedsoborowej przedpoście                                                                                   | | | | | |                                                                                      | |                    |
| -67                 | okres zwykły w tradycji przedsoborowej przedpoście                                                                                   | | | | | |                                                                                      | |                    |
| -66                 | okres zwykły w tradycji przedsoborowej przedpoście                                                                                   | | | | | |                                                                                      | |                    |
| -65                 | okres zwykły w tradycji przedsoborowej przedpoście                                                                                   | | | | | |                                                                                      | |                    |
| -64                 | okres zwykły w tradycji przedsoborowej przedpoście                                                                                   | | | | | |                                                                                      | |                    |
| -63                 | okres zwykły w tradycji przedsoborowej przedpoście                                                                                   | | | Niedziela Sześćdziesiątnicy Niedziela Mięsopustna Sexagesima                                                                         | | | Niedziela Miłosierdzia Niedziela o Synu Marnotrawnym                                 | |                    |
| -62                 | okres zwykły w tradycji przedsoborowej przedpoście                                                                                   | | | | | |                                                                                      | |                    |
| -61                 | okres zwykły w tradycji przedsoborowej przedpoście                                                                                   | | | | | |                                                                                      | |                    |
| -60                 | okres zwykły w tradycji przedsoborowej przedpoście                                                                                   | | | | | |                                                                                      | |                    |
| -59                 | okres zwykły w tradycji przedsoborowej przedpoście                                                                                   | | | | | |                                                                                      | |                    |
| -58                 | okres zwykły w tradycji przedsoborowej przedpoście                                                                                   | | | | | |                                                                                      | |                    |
| -57                 | okres zwykły w tradycji przedsoborowej przedpoście                                                                                   | | | | | |                                                                                      | |                    |
| -56                 | okres zwykły w tradycji przedsoborowej przedpoście                                                                                   | | | Niedziela Pięćdziesiątnicy Niedziela Zapustna Quinquagesima                                                                          | | | Niedziela mięsopustna Niedziela o Sądzie Ostatecznym                                 | |                    |
| -55                 | okres zwykły w tradycji przedsoborowej przedpoście                                                                                   | | | | | |                                                                                      | |                    |
| -54                 | okres zwykły w tradycji przedsoborowej przedpoście                                                                                   | | | | | |                                                                                      | |                    |
| -53                 | okres zwykły w tradycji przedsoborowej przedpoście                                                                                   | | | | | |                                                                                      | |                    |
| -52                 | okres zwykły w tradycji przedsoborowej przedpoście                                                                                   | | | | | |                                                                                      | |                    |
| -51                 | okres zwykły w tradycji przedsoborowej przedpoście                                                                                   | | | | | |                                                                                      | |                    |
| -50                 | okres zwykły w tradycji przedsoborowej przedpoście                                                                                   | | | | | | Mięsopustna Powszechna Sobota Dusz                                                   | |                    |
| -49                 | okres zwykły w tradycji przedsoborowej przedpoście                                                                                   | | | Niedziela Czterdziestnicy Quadragesima                                                                                               | | | Niedziela Przebaczenia win Niedziela seropustna                                      | |                    |
| -48                 | okres zwykły w tradycji przedsoborowej przedpoście                                                                                   | | | | | | Czysty Poniedziałek Zielony Poniedziałek Postny Poniedziałek Poniedziałek Popielcowy | |                    |
| -47                 | okres zwykły w tradycji przedsoborowej przedpoście                                                                                   | | | | | |                                                                                      | |                    |
| -46                 | wielki post | | | Środa Popielcowa | | |                                                                                      | |                    |
| -45                 | wielki post | | | | | |                                                                                      | |                    |
| -44                 | wielki post | | | | | |                                                                                      | |                    |
| -43                 | wielki post | | | | | |                                                                                      | Sobota św. Teodora |                    |
| -42                 | wielki post | | | I Niedziela Wielkiego Postu Niedziela Kuszenia Invocabit                                                                             | | |                                                                                      | Niedziela Tryumfu Ortodoksji |                    |
| -41                 | wielki post | | | | | |                                                                                      | |                    |
| -40                 | wielki post | | | | | |                                                                                      | |                    |
| -39                 | wielki post | | | | | |                                                                                      | |                    |
| -38                 | wielki post | | | | | |                                                                                      | |                    |
| -37                 | wielki post | | | | | |                                                                                      | |                    |
| -36                 | wielki post | | | | | |                                                                                      | Sobota Upamiętnienia |                    |
| -35                 | wielki post | | | II Niedziela Wielkiego Postu Niedziela Przemienienia Reminiscere                                                                     | | |                                                                                      | |                    |
| -34                 | wielki post | | | | | |                                                                                      | |                    |
| -33                 | wielki post | | | | | |                                                                                      | |                    |
| -32                 | wielki post | | | | | |                                                                                      | |                    |
| -31                 | wielki post | | | | | |                                                                                      | |                    |
| -30                 | wielki post | | | | | |                                                                                      | |                    |
| -29                 | wielki post | | | | | |                                                                                      | Sobota Upamiętnienia |                    |
| -28                 | wielki post | | | III Niedziela Wielkiego Postu Oculi                                                                                                  | | |                                                                                      | Niedziela Krestopokłonna |                    |
| -27                 | wielki post | | | | | |                                                                                      | |                    |
| -26                 | wielki post | | | | | |                                                                                      | |                    |
| -25                 | wielki post | | | | | |                                                                                      | |                    |
| -24                 | wielki post | | | | | |                                                                                      | |                    |
| -23                 | wielki post | | | | | |                                                                                      | |                    |
| -22                 | wielki post | | | | | |                                                                                      | Sobota Upamiętnienia |                    |
| -21                 | wielki post | | | IV Niedziela Wielkiego Postu Laetare                                                                                                 | | |                                                                                      | Niedziela św. Jana Klimaka |                    |
| -20                 | wielki post | | | | | |                                                                                      | |                    |
| -19                 | wielki post | | | | | |                                                                                      | |                    |
| -18                 | wielki post | | | | | |                                                                                      | |                    |
| -17                 | wielki post | | | | | |                                                                                      | |                    |
| -16                 | wielki post | | | | | |                                                                                      | |                    |
| -15                 | wielki post | | | | | |                                                                                      | Sobota Akatystu |                    |
| -14                 | wielki post | | | V Niedziela Wielkiego Postu Czarna Niedziela Judica                                                                                  | | |                                                                                      | Niedziela Marii Egipcjanki |                    |
| -13                 | wielki post | | | | | |                                                                                      | |                    |
| -12                 | wielki post | | | | | |                                                                                      | |                    |
| -11                 | wielki post | | | | | |                                                                                      | |                    |
| -10                 | wielki post | | | | | |                                                                                      | |                    |
| -9                  | wielki post | | | | | |                                                                                      | |                    |
| -8                  | wielki post | | | | | |                                                                                      | Sobota św. Łazarza |                    |
| -7                  | wielki post | | | VI Niedziela Wielkiego Postu Niedziela Palmowa Niedziela Męki Pańskiej Palmarum                                                      | | |                                                                                      | Wjazd Pański do Jerozolimy Niedziela Wierzbowa Niedziela Palmowa                                                                   |                    |
| -6                  | wielki post | | | Wielki Poniedziałek | | |                                                                                      | Wielki Poniedziałek |                    |
| -5                  | wielki post | | | Wielki Wtorek | | |                                                                                      | |                    |
| -4                  | wielki post | | | Wielka Środa | | |                                                                                      | |                    |
| -3                  | wielki post | | | Wielki Czwartek (msza krzyżma) | | |                                                                                      | |                    |
|                     | wielki post | | | Wielki Czwartek (msza Wieczerzy Pańskiej)                                                                                            | Triduum Paschalne | |                                                                                      | |                    |
| -2                  | wielki post | | | Wielki Piątek Męki i Śmierci Pańśkiej                                                                                                | Triduum Paschalne | Nowenna do Bożego Miłosierdzia |                                                                                      | |                    |
| -1                  | wielki post | | | Wielka Sobota | Triduum Paschalne | Nowenna do Bożego Miłosierdzia |                                                                                      | |                    |
| -1                  | wielki post | Wigilia Paschalna | | | Triduum Paschalne | Nowenna do Bożego Miłosierdzia |                                                                                      | |                    |
| 0                   | okres wielkanocny | | | Wielkanoc (poranek) – msza rezurekcyjna                                                                                              | Triduum Paschalne | Nowenna do Bożego Miłosierdzia |                                                                                      | |                    |
|                     | okres wielkanocny | | Wielkanoc (dzień) | | | Nowenna do Bożego Miłosierdzia |                                                                                      | |                    |
|                     | okres wielkanocny | | Wielkanoc (wieczór) – msza Emaus | | | Nowenna do Bożego Miłosierdzia |                                                                                      | |                    |
| 1                   | okres wielkanocny | | | Wielkanocny Poniedziałek | oktawa wielkanocna | Nowenna do Bożego Miłosierdzia |                                                                                      | Poniedziałek Paschy | Biały Tydzień      |
| 2                   | okres wielkanocny | | | Wielkanocny Wtorek | oktawa wielkanocna | Nowenna do Bożego Miłosierdzia |                                                                                      | Wtorek Paschy Biały Wtorek Etiopski Apostolski: Wtorek św. Tomasza Ormiański Apostolski: Dzień Zmarłych                            | Biały Tydzień      |
| 3                   | okres wielkanocny | | | Środa Oktawy Wielkanocnej | oktawa wielkanocna | Nowenna do Bożego Miłosierdzia |                                                                                      | Środa Paschy Biała Środa | Biały Tydzień      |
| 4                   | okres wielkanocny | | | Czwartek Oktawy Wielkanocnej | oktawa wielkanocna | Nowenna do Bożego Miłosierdzia |                                                                                      | Czwartek Paschy Biały Czwartek | Biały Tydzień      |
| 5                   | okres wielkanocny | | | Piątek Oktawy Wielkanocnej | oktawa wielkanocna | Nowenna do Bożego Miłosierdzia |                                                                                      | Piątek Paschy Biały Piątek | Biały Tydzień      |
| 6                   | okres wielkanocny | | | Sobota Oktawy Wielkanocnej | oktawa wielkanocna | Nowenna do Bożego Miłosierdzia |                                                                                      | Sobota Paschy Biała Sobota | Biały Tydzień      |
| 7                   | okres wielkanocny | | | I Niedziela Wielkanocna Niedziela Miłosierdzia Bożego Niedziela Przewodnia Biała Niedziela                                           | oktawa wielkanocna | |                                                                                      | Niedziela o Tomaszu Antypascha Nowa Niedziela Biała Niedziela                                                                      | Biały Tydzień      |
| 8                   | okres wielkanocny | | | | | |                                                                                      | |                    |
| 9                   | okres wielkanocny | | | | | |                                                                                      | |                    |
| 10                  | okres wielkanocny | | | | | |                                                                                      | Słowianie Wschodni: Radonica Zaduszki Prowody                                                                                      |                    |
| 11                  | okres wielkanocny | | | | | |                                                                                      | |                    |
| 12                  | okres wielkanocny | | | | | |                                                                                      | |                    |
| 13                  | okres wielkanocny | | | | | |                                                                                      | |                    |
| 14                  | okres wielkanocny | | | II Niedziela Wielkanocna Niedziela Emaus Niedziela Tryumfu                                                                           | | |                                                                                      | Świętych Niewiast Mirro oraz Józefa z Arymatei i Nikodema Ormiański Apostolski: Niedziela Kościoła Powszechnego, Zielona Niedziela |                    |
| 15                  | okres wielkanocny | | | | | |                                                                                      | |                    |
| 16                  | okres wielkanocny | | | | | |                                                                                      | |                    |
| 17                  | okres wielkanocny | | | | | |                                                                                      | |                    |
| 18                  | okres wielkanocny | | | | | |                                                                                      | |                    |
| 19                  | okres wielkanocny | | | | | |                                                                                      | |                    |
| 20                  | okres wielkanocny | | | | | |                                                                                      | |                    |
| 21                  | okres wielkanocny | | | III Niedziela Wielkanocna | | |                                                                                      | Niedziela o Paralityku |                    |
| 22                  | okres wielkanocny | | | | | |                                                                                      | |                    |
| 23                  | okres wielkanocny | | | | | |                                                                                      | |                    |
| 24                  | okres wielkanocny | | | | | |                                                                                      | Połowa Okresu Pięćdziesiątnicy |                    |
| 25                  | okres wielkanocny | | | | | |                                                                                      | |                    |
| 26                  | okres wielkanocny | | | | | |                                                                                      | |                    |
| 27                  | okres wielkanocny | | | | | |                                                                                      | |                    |
| 28                  | okres wielkanocny | | | IV Niedziela Wielkanocna Niedziela Dobrego Pasterza Niedziela Śpiewana                                                               | | |                                                                                      | Niedziela o Samarytance (Photini) Ormiański Apostolski: Czerwona Niedziela                                                         |                    |
| 29                  | okres wielkanocny | | | | | |                                                                                      | |                    |
| 30                  | okres wielkanocny | | | | | |                                                                                      | |                    |
| 31                  | okres wielkanocny | | | | | |                                                                                      | Zakończenie święta Połowa Okresu Pięćdziesiątnicy                                                                                  |                    |
| 32                  | okres wielkanocny | | | | | |                                                                                      | |                    |
| 33                  | okres wielkanocny | | | | | |                                                                                      | |                    |
| 34                  | okres wielkanocny | | | | | |                                                                                      | |                    |
| 35                  | okres wielkanocny | | | V Niedziela Wielkanocna | | |                                                                                      | Niedziela o Ślepcu |                    |
| 36                  | okres wielkanocny | | | Poniedziałek Dni Krzyżowych przed Wniebowstąpieniem                                                                                  | | |                                                                                      | |                    |
| 37                  | okres wielkanocny | | | | | |                                                                                      | |                    |
| 38                  | okres wielkanocny | | | | | |                                                                                      | Apodosis Zakończenie święta Paschy                                                                                                 |                    |
| 39                  | okres wielkanocny | | | Wniebowstąpienie Pańskie | Zniesione w Polsce w 2003 r. | Nowenna do Ducha Świętego |                                                                                      | Wniebowstąpienie Pańskie |                    |
| 40                  | okres wielkanocny | | | Kalendarz trydencki: Najświętkszej Maryi Panny Królowej                                                                              | | Nowenna do Ducha Świętego |                                                                                      | Św. Ojców siedmiu Soborów Powszechnych                                                                                             |                    |
| 41                  | okres wielkanocny | | | Święto Maryi Królowej Apostołów | | Nowenna do Ducha Świętego |                                                                                      | |                    |
| 42                  | okres wielkanocny | | | VI Niedziela Wielkanocna | Od 2003 r. w Polsce jako Niedziela Wniebowstąpienia                                                                                  | Nowenna do Ducha Świętego |                                                                                      | Świętych Ojców I soboru powszechnego Ormiański Apostolski: Druga Niedziela Palmowa                                                 |                    |
| 43                  | okres wielkanocny | | | | | Nowenna do Ducha Świętego |                                                                                      | |                    |
| 44                  | okres wielkanocny | | | | | Nowenna do Ducha Świętego |                                                                                      | |                    |
| 45                  | okres wielkanocny | | | | | Nowenna do Ducha Świętego |                                                                                      | |                    |
| 46                  | okres wielkanocny | | | | | Nowenna do Ducha Świętego |                                                                                      | |                    |
| 47                  | okres wielkanocny | | | | | Nowenna do Ducha Świętego |                                                                                      | Zakończenie święta Wniebowstąpienia Pańskiego                                                                                      |                    |
| 48                  | okres wielkanocny | | | | | Nowenna do Ducha Świętego |                                                                                      | Sobota Rodzicielska Powszechna Sobota Dusz przed świętem Pięćdziesiątnicy                                                          |                    |
| 48                  | okres wielkanocny | Wigilia Zesłania Ducha Świętego | | | | |                                                                                      | Sobota Rodzicielska Powszechna Sobota Dusz przed świętem Pięćdziesiątnicy                                                          |                    |
| 49                  | okres wielkanocny | | | Zesłanie Ducha Świętego | | |                                                                                      | Pentecost – Święto Trójcy Świętej                                                                                                  |                    |
| 50                  | okres zwykły | | | II Dzień Zesłania Ducha Świętego Uroczystość Najświętszej Maryi Panny Matki Kościoła                                                 | Uroczystość od 2018. Poprzednio święto.                                                                                              | |                                                                                      | II Dzień Święt Trójcy Świętej Dzień Ducha Świętego                                                                                 |                    |
| 51                  | okres zwykły | | | Wtorek Oktawy Zesłania Ducha Świętego                                                                                                | oktawa zniesiona po II soborze watykańskim                                                                                           | |                                                                                      | III Dzień Święt Trójcy Świętej |                    |
| 52                  | okres zwykły | | | Środa Oktawy Zesłania Ducha Świętego Środa Suchych Dni Zielonych Świątek                                                             | oktawa zniesiona po II soborze watykańskim                                                                                           | |                                                                                      | |                    |
| 53                  | okres zwykły | | | Święto Jezusa Chrystusa, Najwyższego i Wiecznego Kapłana Czwartek Oktawy Zesłania Ducha Świętego                                     | oktawa zniesiona po II soborze watykańskim                                                                                           | |                                                                                      | |                    |
| 54                  | okres zwykły | | | Piątek Oktawy Zesłania Ducha Świętego Piątek Suchych Dni Zielonych Świątek                                                           | oktawa zniesiona po II soborze watykańskim                                                                                           | |                                                                                      | |                    |
| 55                  | okres zwykły | | | Sobota Oktawy Zesłania Ducha Świętego Sobota Suchych Dni Zielonych Świątek                                                           | oktawa zniesiona po II soborze watykańskim                                                                                           | |                                                                                      | Zakończenie święta Pięćdziesiątnicy                                                                                                |                    |
| 56                  | okres zwykły | | | Uroczystość Trójcy Przenajświętszej                                                                                                  | | |                                                                                      | Wszystkich Świętych |                    |
| 57                  | okres zwykły | | | | | |                                                                                      | rocpoczyna się Post Piotrowy |                    |
| 58                  | okres zwykły | | | | | |                                                                                      | |                    |
| 59                  | okres zwykły | | | | | |                                                                                      | |                    |
| 60                  | okres zwykły | | | Uroczystość Ciała i Krwi Chrystusa                                                                                                   | | Nowenna do Najświętszego Serca Pana Jezusa                                                                                           |                                                                                      | |                    |
| 61                  | okres zwykły | | | Piątek Oktawy Bożego Ciała | oktawa zniesiona po II soborze watykańskim                                                                                           | Nowenna do Najświętszego Serca Pana Jezusa                                                                                           |                                                                                      | |                    |
| 62                  | okres zwykły | | | Sobota Oktawy Bożego Ciała | oktawa zniesiona po II soborze watykańskim                                                                                           | Nowenna do Najświętszego Serca Pana Jezusa                                                                                           |                                                                                      | |                    |
| 63                  | okres zwykły | | | Niedziela Oktawy Bożego Ciała | oktawa zniesiona po II soborze watykańskim                                                                                           | Nowenna do Najświętszego Serca Pana Jezusa                                                                                           |                                                                                      | Św. Ojców z Góry Athos |                    |
| 64                  | okres zwykły | | | Poniedziałek Oktawy Bożego Ciała | oktawa zniesiona po II soborze watykańskim                                                                                           | Nowenna do Najświętszego Serca Pana Jezusa                                                                                           |                                                                                      | Ormiański Apostolski: Święto Katedry w Eczmiadzynie                                                                                |                    |
| 65                  | okres zwykły | | | Wtorek Oktawy Bożego Ciała | oktawa zniesiona po II soborze watykańskim                                                                                           | Nowenna do Najświętszego Serca Pana Jezusa                                                                                           |                                                                                      | |                    |
| 66                  | okres zwykły | | | Środa Oktawy Bożego Ciała | oktawa zniesiona po II soborze watykańskim                                                                                           | Nowenna do Najświętszego Serca Pana Jezusa                                                                                           |                                                                                      | |                    |
| 67                  | okres zwykły | | | Czwartek Oktawy Bożego Ciała | oktawa zniesiona po II soborze watykańskim                                                                                           | Nowenna do Najświętszego Serca Pana Jezusa                                                                                           |                                                                                      | |                    |
| 68                  | okres zwykły | | | Uroczystość Najświętszego Serca Pana Jezusa                                                                                          | | |                                                                                      | |                    |
| 69                  | okres zwykły | | | Święto Niepokalanego Serca Maryi | | |                                                                                      | |                    |
| 70                  | koniec cyklu paschalnego w Kościele Zachodnim                                                                                        | koniec cyklu paschalnego w Kościele Zachodnim                                                                                        | koniec cyklu paschalnego w Kościele Zachodnim                                                                                        | koniec cyklu paschalnego w Kościele Zachodnim                                                                                        | koniec cyklu paschalnego w Kościele Zachodnim                                                                                        | koniec cyklu paschalnego w Kościele Zachodnim                                                                                        |                                                                                      | Wszystkich Świętych lokalnych |                    |